# Æbelø Holm
Æbelø Holm är en obebodd ö i Danmark.   Den ligger i Nordfyns kommun i Region Syddanmark, i den centrala delen av landet, 150 km väster om Köpenhamn.
Terrängen på Æbelø Holm är varierad.  Trakten runt Æbelø Holm består till största delen av jordbruksmark.
Inlandsklimat råder i trakten. Årsmedeltemperaturen i trakten är 7 °C. Den varmaste månaden är juli, då medeltemperaturen är 18 °C, och den kallaste är januari, med −4 °C.